# Чёрная Речка (Свердловская область)
Чёрная Речка — посёлок в «Городском округе Красноуфимск» Свердловской области России.

## Географическое положение
Посёлок расположен в 22 километрах (по автотрассе в 42 километрах) к западу-юго-западу от города Красноуфимск, в лесной местности, по обоим берегам реки Чёрная Речка (правого притока реки Большая Сарана, бассейна реки Уфа). В посёлке находится железнодорожная станция Чёрная Речка Свердловской железной дороги направления Москва — Казань — Свердловск. В окрестностях посёлка, в 3 километрах к востоку расположен памятник инженерной архитектуры — железнодорожный мост через долину реки Большая Сарана длиной 1 километр. В посёлке имеется пруд.

## Население
| 2002 | 2010 |
| ---- | ---- |
| 74   | ↘36  |